# Miesiąc tropikalny
Miesiąc tropikalny (z gr. τροπικός κύκλος 'zwrotny krąg'), miesiąc zwrotnikowy – czas pomiędzy kolejnymi przejściami Księżyca przez ten sam południk niebieski, trwa 27 dni 7 godzin 43 minuty i 4,7 sekundy, co daje 27,321 582 doby słonecznej.